# 王海宾
王海賓（7世纪？—714年11月21日），唐朝太原祁县人，定居华州郑县。
王海宾官至太子右卫率、丰安军使郎将、判将军，封太谷县男，以骁勇闻陇上。开元二年（714年）七月，吐蕃大将坌达延、乞力徐等率众十余万攻打临洮军，又攻打兰州、渭州，唐朝朝廷以薛讷摄左羽林将军，为陇右防御使，率杜宾客、郭知运、王晙、安思顺抵御，以王海宾为先锋。十月初十，两军在渭州西界武阶驿，苦战得胜，杀获甚多。诸将按兵不救，王海宾以众寡不敌，阵亡。唐朝大军乘势出击，斩首一万七千级，获马七万五千匹，羊牛十四万头。唐玄宗追赠王海宾左金吾卫大将军，赐物三百段、粟三百石，赐其子名为王忠嗣，拜朝散大夫、尚辇奉御，并且下令将他接到宫中抚养。